# 雷允恭
雷允恭（?—1022年）。开封（今属河南）人，北宋宦官。
最早是一黃門，頗有小聰明，後遷入內殿頭，在东宫供职。因告發周懷政偽造天書。懷政被殺，允恭因功晉升为内殿崇班，再升任承制。歷官西京作坊使、普州刺史、入内内侍省押班。
劉太后時，雷允恭與丁謂勾結，權傾朝野。宋真宗死後，任山陵都监，為真宗打造陵寢，司天监邢中和建議将陵墓往上移百步修建，可比美汝州秦王的陵寝，雷允恭曰：“上无他子，若如秦王坟，何不可！”，遂同意。最後陵地因泉水湧出，以“擅移陵穴”罪處死。

## 延伸阅读
[在维基数据编辑]
 《宋史·卷468》，出自脱脱《宋史》